# Chandra Arya
Chandrakanth Arya, né le 28 juillet 1963 à Dwaralu au Karnataka en Inde, est un ingénieur, entrepreneur et homme politique canadien. Il représente la circonscription de Nepean à la Chambre des communes du Canada de 2015 à 2025, sous la bannière du Parti libéral du Canada.

## Biographie
Le 9 janvier 2025, il déclare sa candidature à la course à la succession de Justin Trudeau à la tête du Parti libéral du Canada, promettant notamment la fin de la monarchie. Le lendemain, il provoque une controverse en déclarant que son incapacité à parler français ne pose aucun problème au Québec. Sa candidature est finalement rejetée par le Parti libéral.
Le 21 mars suivant, le Parti libéral lui notifie le retrait de son investiture dans la circonscription de Nepean pour les élections fédérales. Le premier ministre Mark Carney annonce par la suite sa candidature dans la circonscription.
Arya s'est attiré des critiques pour sa gestion des fonds publics, ses relations avec la communauté pendjabi, sa gestion des informations personnelles et ses liens supposés avec le nationalisme hindou,,,,.